# Hughs Igel
Hughs Igel (Mesechinus hughi) ist eine Art der Steppenigel, die endemisch in trockenen Steppengebieten Chinas vorkommt. Das Artepitheton ehrt Reverend Father Hugh Scallan (1851–1928), der Ende des 19. Jahrhunderts als Botaniker und Missionar in China arbeitete.

## Merkmale
Hughs Igel erreicht eine Kopf-Rumpf-Länge von 15,5 bis 20,0 Zentimetern. Das Fell und das Stachelkleid sind dunkel, wobei die dunkleren Stacheln einen weißen Ring an der Spitze aufweisen. Im Vergleich zum Daurischen Igel ist das Fell an den stachelfreien Stellen rauer und dunkler braun. Die Stacheln selbst sind vergleichsweise weich. Die Ohren sind kürzer als die Stacheln.
Weitere Merkmale und Unterschiede zum Daurischen Igel betreffen vor allem den Schädel.

## Verbreitung

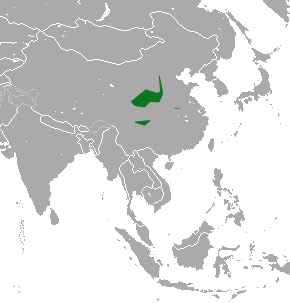
Verbreitungsgebiet von Hughs Igel (grün)

Hughs Igel lebt endemisch in der Volksrepublik China. Das Verbreitungsgebiet beschränkt sich auf Teile der chinesischen Provinzen Shaanxi, Shanxi, Gansu und Sichuan sowie in Henan. Dabei lebt die Unterart M. h. hughi im südlichen Shaanxi und Sichuan, M. h. miodon auf dem Ordos-Plateau in Shaanxi und Gansu sowie M. h. sylvaticus in Shanxi, wo sie nur aus der Bergregion Zhongtiao Shan bekannt ist.

## Lebensweise
Der Igel lebt in trockenen Steppengebieten sowie regional in Koniferenwäldern. In Shaanxi kommt er sympatrisch mit dem Chinesischen Igel (Erinaceus amurensis) vor. Über die Lebensweise und Ökologie von Hughs Igel liegen keine Informationen vor und es gibt nur wenige Museumsexemplare dieser Art.

## Systematik
Hughs Igel wird als eigenständige Art den Steppenigeln (Gattung Mesechinus) zugeordnet, zu denen neben dieser Art nur noch der Daurische Igel (Mesechinus dauuricus) gehört. Ursprünglich wurde die Art dem Braunbrustigel (Erinaceus europaeus) und später dem Daurischen Igel zugeordnet. Heute werden drei Unterarten unterschieden, die Nominatform M. h. hughi, M. h. miodon und M. h. sylvaticus. M. h. miodon wurde zeitweise auch dem Daurischen Igel zugeordnet, auch die Auslagerung als eigenständige Art wurde diskutiert.

## Gefährdung und Schutz
Die Art wird von der International Union for Conservation of Nature and Natural Resources (IUCN) aufgrund der angenommenen Bestandsgröße und des vergleichsweise großen Verbreitungsgebiets als nicht gefährdet (Least concern) eingestuft. Sie lebt zudem in mehreren Schutzgebieten und ein stärkerer Rückgang der Populationen ist nicht bekannt.
Über die Bestandsgröße liegen allerdings keine Informationen vor. Rückgänge sind wahrscheinlich auf eine Überjagung zurückzuführen, da die Tiere vor allem als Nahrung und für medizinische Zwecke bejagt werden.

## Belege
1. ↑  Bo Beolens, Michael Watkins, Michael Grayson: The Eponym Dictionary of Mammals. Johns Hopkins University Press, Baltimore MD 2009, ISBN 978-080-189-304-9, S. 199.
2. 1 2 3 4  Hugh's hedgehog. In: Andrew T. Smith, Yan Xie (Hrsg.): A Guide to the Mammals of China. Princeton University Press, Princeton NJ u. a. 2008, ISBN 978-0-691-09984-2, S. 361.
3. 1 2 3 4  Mesechinus hughi in der Roten Liste gefährdeter Arten der IUCN 2012.1. Eingestellt von: Andrew T. Smith, C.H. Johnston, D. Lunde, 2008. Abgerufen am 24. September 2012.
4. ↑   Mesechinus hughi (Memento des Originals vom 9. November 2013 im Internet Archive)  Info: Der Archivlink wurde automatisch eingesetzt und noch nicht geprüft. Bitte prüfe Original- und Archivlink gemäß Anleitung und entferne dann diesen Hinweis.. In: Don E. Wilson, DeeAnn M. Reeder (Hrsg.): Mammal Species of the World. A taxonomic and geographic Reference. 2 Bände. 3. Auflage. Johns Hopkins University Press, Baltimore MD 2005, ISBN 0-8018-8221-4.